# Eliza R. Snow
Eliza R. Snow (ur. 21 stycznia 1804, Beckett w stanie Massachusetts, zm. 5 grudnia 1887, Salt Lake City) – amerykańska poetka, mormońska działaczka religijna.

## Życiorys
Eliza R. Snow urodziła się 21 stycznia 1804 roku w miejscowości Beckett w stanie Massachusetts jako drugie z siedmiorga dzieci Olivera i Rosetty Snowów. Ojciec poetki był sędzią pokoju. Kiedy poetka miała dwa lata państwo Snowowie przeprowadzili się do miejscowości Mantua stanie Ohio. Ten krok miał daleko idące konsekwencje, ponieważ tam rodzina zetknęła się z wyznaniem mormońskim. Rodzice cenili wykształcenie i zadbali o edukację córki, która po osiągnięciu dojrzałości pracowała jako sekretarka w biurze ojca. Wkrótce po swoim chrzcie w nowym obrządku Eliza R. Snow wyruszyła do Kirtland w Ohio, gdzie została nauczycielką córek i siostrzenic założyciela mormonizmu Josepha Smitha. Niedługo, 29 czerwca 1842 roku wyszła za niego za mąż. Po jego śmierci w wyniku zamachu, którą przeżyła bardzo mocno, została jedną z żon przywódcy kościoła, Brighama Younga. Eliza R. Snow nie miała dzieci. Zmarła w Salt Lake City 5 grudnia 1887 roku w wieku 83 lat. Była drugą przewodniczącą generalną Relief Society, organizacji charytatywnej zajmującej się między innymi kształceniem kobiet w zawodzie lekarza, pielęgniarki lub położnej. Do dziś jest jedną z najwyżej cenionych kobiet w środowiskach mormońskich.

## Twórczość
W wolnych chwilach Eliza R. Snow zajmowała się pisaniem wierszy. Stworzyła ich około pięciuset. Jej talent ujawnił się już we wczesnej młodości. Pierwszy utwór opublikowała w 1825 roku. Twórczość poetycka Elizy R. Snow ma charakter religijny. Składa się z hymnów, wyrażających wiarę autorki w Bożą Opatrzność i jej gotowość do służby Stwórcy.
I'll serve the Lord while I am young,
And, in my early days,
Devote the music of my tongue
To my Redeemer's praise.
I praise his name that He has given
Me parentage and birth
Among the most beloved of heaven
That dwell upon the earth.
(I'll serve the Lord while I am young)